# Paralamprops grimaldii
Paralamprops grimaldii är en kräftdjursart som beskrevs av Fage 1929. Paralamprops grimaldii ingår i släktet Paralamprops och familjen Lampropidae. Inga underarter finns listade i Catalogue of Life.